# Segundo Gobierno de Tíjonov
El Segundo Gobierno de Tíjonov fue el gabinete de la Unión Soviética establecido en 1984 con Nikolái Tíjonov como jefe de Gobierno, desempeñándose como presidente del Consejo de Ministros. Terminó en 1985, cuando Tíjonov fue reemplazado por Nikolái Ryzhkov como presidente.

## Composición[1]
| Ministro                                                        | Titular                        | Partido |
| --------------------------------------------------------------- | ------------------------------ | ------- |
| Presidente                                                      | Nikolái Tíjonov                | PCUS    |
| Primer Vicepresidente                                           | Heydar Alíyev                  | PCUS    |
| Primer Vicepresidente                                           | Iván Arjípov                   | PCUS    |
| Primer Vicepresidente                                           | Andréi Gromiko                 | PCUS    |
| Vicepresidentes                                                 | Nikolái Baibakov               | PCUS    |
| Vicepresidentes                                                 | Veniamín Dymshits              | PCUS    |
| Vicepresidentes                                                 | Nikolái Talyzin                | PCUS    |
| Vicepresidentes                                                 | Leonid Kostandov               | PCUS    |
| Vicepresidentes                                                 | Yákov Riabov                   | PCUS    |
| Vicepresidentes                                                 | Yuri Marchuk                   | PCUS    |
| Vicepresidentes                                                 | Nikolái Martínov               | PCUS    |
| Vicepresidentes                                                 | Alekséi Antónov                | PCUS    |
| Vicepresidentes                                                 | Ziya Nuriyev                   | PCUS    |
| Vicepresidentes                                                 | Leonid Smirnov                 | PCUS    |
| Vicepresidentes                                                 | Iván Bodiul                    | PCUS    |
| Vicepresidentes                                                 | Boris Scherbina                | PCUS    |
| Producción Agrícola                                             | Víktor Danilenko               | PCUS    |
| Compras de Productos Agrícolas                                  | Grigori Zolotujin              | PCUS    |
| Agricultura                                                     | Valentín Mesiats               | PCUS    |
| Industria de Aviación                                           | Iván Siláyev                   | PCUS    |
| Instalaciones y Construcciones Especiales                       | Boris Bakin                    | PCUS    |
| Industria Automotriz                                            | Víktor Poliákov                | PCUS    |
| Industria de Materiales de Construcción                         | Alekséi Jasin (1984-1985)      | PCUS    |
| Industria de Materiales de Construcción                         | Serguéi Voyenushkin (1985)     | PCUS    |
| Industria Química                                               | Vladímir Listov                | PCUS    |
| Aviación Civil                                                  | Boris Bugayev                  | PCUS    |
| Industria de Carbón                                             | Boris Bratchenko               | PCUS    |
| Comunicaciones                                                  | Vasili Shamshin                | PCUS    |
| Construcción                                                    | Gueorgui Karavayev             | PCUS    |
| Construcción del Lejano Oriente y la Región Transbaikal         | Aleksándr Babenko              | PCUS    |
| Construcción de Industria Pesada                                | Nikolái Goldin                 | PCUS    |
| Construcción de Industrias de Petróleo y Gas                    | Borís Scherbina                | PCUS    |
| Construcción de Maquinaria Petroquímica                         | Konstantín Brejov              | PCUS    |
| Construcción de Centrales Eléctricas                            | Vladímir Velichko              | PCUS    |
| Construcción de Máquinas Viales                                 | Vitali Chudin (1984-1985)      | PCUS    |
| Construcción de Máquinas Viales                                 | Yevgueni Varnachev (1985)      | PCUS    |
| Cultura                                                         | Piótr Demichev                 | PCUS    |
| Defensa                                                         | Dmitri Ustínov (1984)          | PCUS    |
| Defensa                                                         | Serguéi Sokolov (1984-1985)    | PCUS    |
| Industria Armamentística                                        | Pável Finogenov                | PCUS    |
| Educación                                                       | Mijaíl Prokófiev (1984)        | PCUS    |
| Educación                                                       | Serguéi Scherbakov (1984-1985) | PCUS    |
| Industria de Equipos Eléctricos                                 | Anatoli Mayorets (1984-1985)   | PCUS    |
| Industria de Equipos Eléctricos                                 | Guennadi Voronovski (1985)     | PCUS    |
| Energía y Electrificación                                       | Piótr Neporozhni (1984-1985)   | PCUS    |
| Energía y Electrificación                                       | Anatoli Mayorets (1985)        | PCUS    |
| Industria Electrónica                                           | Aleksándr Shokin               | PCUS    |
| Finanzas                                                        | Vasili Garbuzov                | PCUS    |
| Industria Pesquera                                              | Vladímir Kamentsev             | PCUS    |
| Industria Alimentaria                                           | Voldemar Lein                  | PCUS    |
| Horticultura                                                    | Nikolái Koslov                 | PCUS    |
| Asuntos Exteriores                                              | Andréi Gromiko (1984-1985)     | PCUS    |
| Asuntos Exteriores                                              | Eduard Shevardnadze (1985)     | PCUS    |
| Comercio Exterior                                               | Nikolái Patolichev             | PCUS    |
| Industria de Gas                                                | Sabit Orúdzhev (1984-1985)     | PCUS    |
| Industria de Gas                                                | Víktor Chernomyrdin (1985)     | PCUS    |
| Geología                                                        | Yevgueni Kozlovski             | PCUS    |
| Salud                                                           | Serguéi Burenkov               | PCUS    |
| Maquinaria Pesada de Construcción                               | Serguéi Afanásiev              | PCUS    |
| Educación Superior                                              | Viacheslav Eliutin (1984-1985) | PCUS    |
| Educación Superior                                              | Guennadi Yogadin (1985)        | PCUS    |
| Construcción Industrial                                         | Yuri Soloviev (1984-1985)      | PCUS    |
| Construcción Industrial                                         | Arkadi Schepetilnikov (1985)   | PCUS    |
| Sistemas de Instrumentación, Automatización y Control           | Mijaíl Shkabardnia             | PCUS    |
| Asuntos Internos                                                | Vitali Fedorchuk               | PCUS    |
| Industria de Hierro y Acero                                     | Iván Kazanets (1984-1985)      | PCUS    |
| Industria de Hierro y Acero                                     | Serafim Kolpakov (1985)        | PCUS    |
| Justicia                                                        | Borís Kravtsov                 | PCUS    |
| Recuperación de Tierras y Conservación del Agua                 | Nikolái Vasíliev               | PCUS    |
| Industria Ligera                                                | Nikolái Tarásov (1984-1985)    | PCUS    |
| Industria Ligera                                                | Vladímir Kliuyev (1985)        | PCUS    |
| Construcción de Maquinaria                                      | Viacheslav Bajirov             | PCUS    |
| Construcción de Maquinaria para Industrias Ligera y Alimenticia | Iván Pudkov (1984)             | PCUS    |
| Construcción de Maquinaria para Industrias Ligera y Alimenticia | Lev Vasíliev (1984-1985)       | PCUS    |
| Maquinaria para Cría y Alimentación de Ganado                   | Konstantín Belyak              | PCUS    |
| Ingeniería General                                              | Oleg Baklánov                  | PCUS    |
| Producción de Medios de Comunicación                            | Erien Pervyshin                | PCUS    |
| Industria Cárnica y Láctea                                      | Yevgueni Sizenko               | PCUS    |
| Industria Médica                                                | Afanasi Melnichenko            | PCUS    |
| Mecánica Mediana                                                | Yefim Slavski                  | PCUS    |
| Marina Mercante                                                 | Timoféi Guzenko                | PCUS    |
| Producción de Fertilizantes Minerales                           | Alekséi Petrishchev            | PCUS    |
| Metalurgia No Ferrosa                                           | Piótr Lomako                   | PCUS    |
| Industria del Petróleo                                          | Nikolái Maltsev (1984-1985)    | PCUS    |
| Industria del Petróleo                                          | Vasili Dinkov (1985)           | PCUS    |
| Industria de Petróleo y Petroquímica                            | Víktor Fiódorov                | PCUS    |
| Industria de Radio                                              | Piótr Pleshakov                | PCUS    |
| Ferrocarriles                                                   | Nikolái Konariev               | PCUS    |
| Construcción Naval                                              | Igor Belousov                  | PCUS    |
| Industria Forestal y Procesamiento de Madera                    | Mijaíl Busyguin                | PCUS    |
| Maquinaria Agrícola y Automovilística                           | Aleksándr Yezhevski            | PCUS    |
| Comercio                                                        | Grigori Vashchenko             | PCUS    |
| Construcción de Transportes                                     | Iván Sosnov (1984-1985)        | PCUS    |
| Construcción de Transportes                                     | Vladímir Brézhnev (1985)       | PCUS    |
| Director Ejecutivo del Consejo de Ministros                     | Mijaíl Smirtiukov              | PCUS    |
| Comisión de Control Popular                                     | Alekséi Shkolnikov             | PCUS    |
| Comité Estatal de Planificación                                 | Nikolái Baibakov               | PCUS    |
| Comité de Seguridad del Estado                                  | Víktor Chébrikov               | PCUS    |